# マルーラオイル

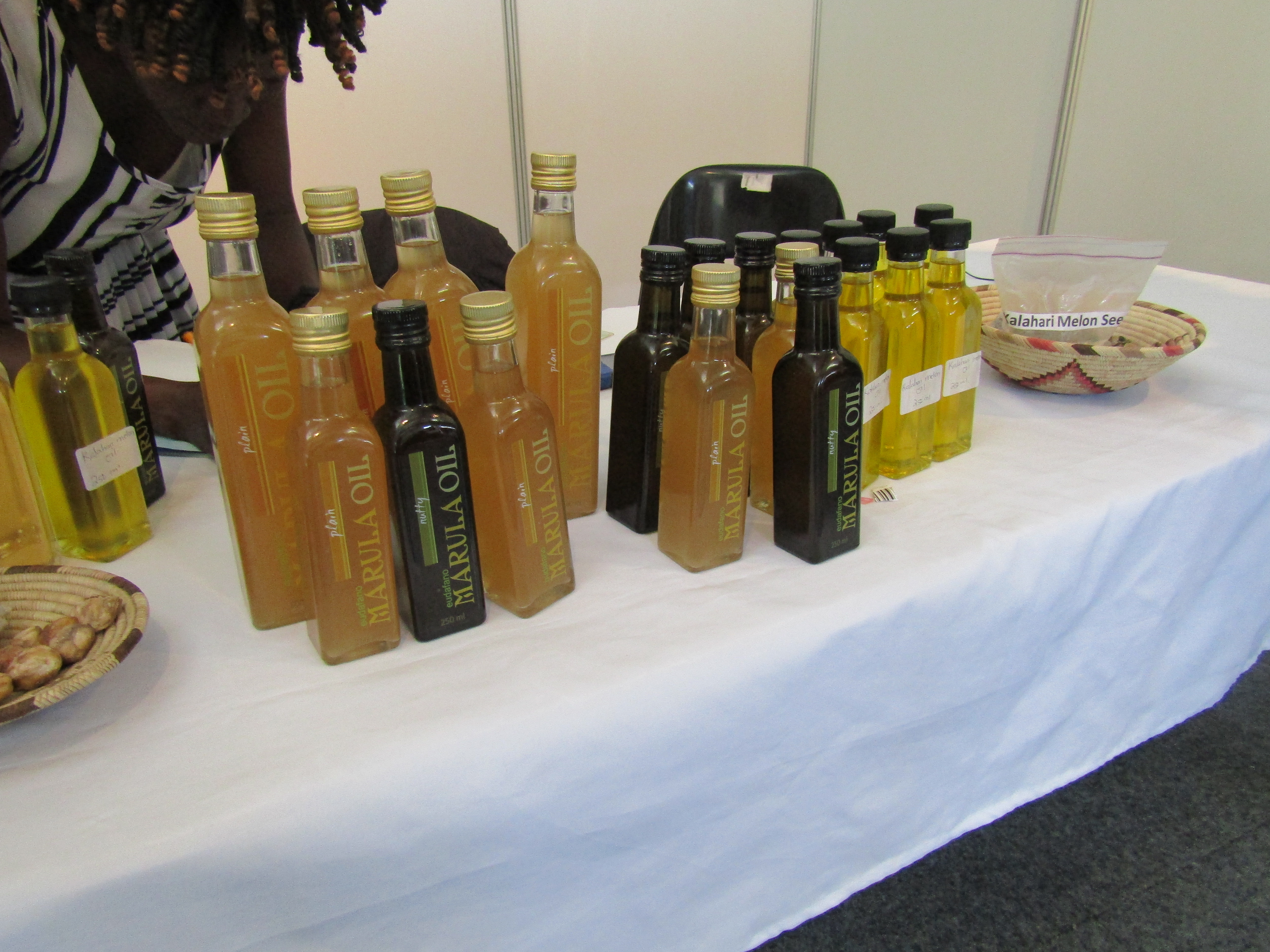
オングウェディバ（ナミビア）の見本市で販売されるマルーラオイル

マルーラオイル(Marula oil)は、ウルシ科のマルーラの果実から抽出される油である。種子から抽出されるものと、硬い外殻から抽出されるものの2種類がある。伝統的に化粧品の成分や食用油、肉や皮革の保存や加工に用いられてきた。

## 化学組成
一不飽和脂肪酸が大部分を占めるため、非常に安定している。脂肪酸組成は以下のとおりである。
一不飽和脂肪酸: 
- オレイン酸 (70-78%)

多不飽和脂肪酸: 
- リノール酸 (4.0-7.0%)
- α-リノレン酸 (0.1-0.7%)

飽和脂肪酸: 
- パルミチン酸 (9-12%)
- ステアリン酸 (5.0-8.0%)
- アラキドン酸 (0.3-0.7%)

トコフェロール、ステロール、フラボノイド、プロシアニジン、ガロタンニン、カテキンも含まれている。

## 物理的な性質
マルーラオイルは、透明な明るい黄色で、ナッツのような香りを持つ。鹸化価は約188-199、比重は15℃で0.91-0.92である。

## 伝統的な利用
南アフリカ共和国やモザンビークのシャンガーン人は、マルーラオイルを女性用の保湿用ボディローションや乳児用マッサージオイルとして用いてきた。過去には、ナミビアの女性は、体を洗うのに水ではなくマルーラオイルを用いていた。
モザンビークのイニャンバネ州、ナミビアのオヴァンボランド、南アフリカ共和国のクワズール・ナタール州北部、ジンバブエのズビシャバネ地区等では、食用とする。さらに、サン人やバントゥー系民族の食事において、マルーラは重要な役割を果たす。ヴェンダでは肉の保存に使うことで、最長1年間の保存を可能とする。マルーラオイルは地元では珍味と考えられており、多くの伝統料理、近代料理のレシピに用いられる。